# Емил Форсберг
Емил Петер Форсберг (на шведски: Emil Peter Forsberg) е шведски футболист, който играе за американския Ню Йорк Ред Булс като полузащитник. Той е бил избиран за Шведския Полузащитник на годината през 2014, 2016 и 2017. 
Той е синът на бившия играч на ИИФ Сундсвал Лиф Форсберг. Дядо му се казва Ленард Форсберг. Той също е бивш играч на този отбор. 